# Zoé Lucas de Brito Filho

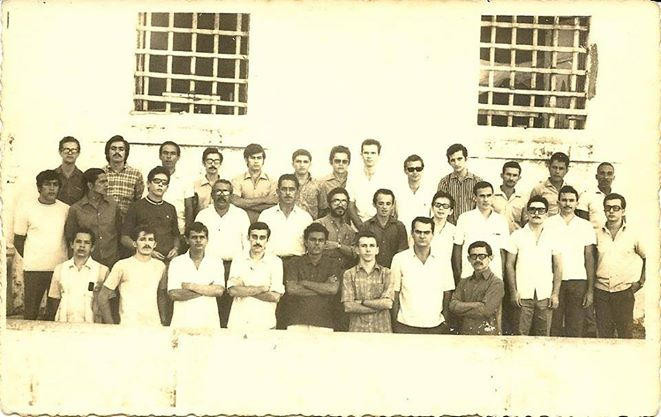
Foto Zoé Casa Detenção Recife

Zoé Lucas De Brito Filho (São João do Sabugi, 17 de agosto de 1944 — São Paulo, 28 de junho de 1973)  foi um professor e militante de esquerda contra a ditadura militar brasileira. Foi encontrado morto na cidade de São Paulo, em junho de 1973. As circunstâncias de sua morte estão sob investigação da Comissão Nacional da Verdade (CNV), sendo consenso que Zoé foi assassinado pelas forças de repressão do estado. Seu nome consta na lista de Desaparecidos políticos no Brasil durante o Regime Militar.

## Biografia
Nascido no dia 17 de agosto de 1944 no município de São João do Sabugi, no Rio Grande do Norte, Zoé foi o quarto filho dos 12 de Zoe Lucas de Brito e Maria Celeste de Brito. Concluiu o curso primário no Grupo Escolar Senador José Bernardo em São João do Sabugi, cidade em que morou até 1958. Em 1959 transfere-se para Caicó, onde conclui o curso ginasial no Ginásio Diocesano Seridoense no ano de 1962 quando entra em contato com a militância política que florescia na cidade durante as décadas de 1960 e 1970. No ano seguinte muda-se para Recife, Pernambuco, onde completa o segundo grau (atual ensino médio) e posteriormente ingressa no curso de Geografia pela Universidade Federal de Pernambuco (UFPE). Durante o período de faculdade participou do movimento estudantil na capital pernambucana.

## Militância
Inicialmente, foi militante do Partido Comunista Brasileiro Revolucionário (PCBR) e, a partir de dezembro de 1969, da Ação Libertadora Nacional (ALN), condição na qual foi preso em 31 de março de 1970. Permaneceu detido durante sete meses, percorrendo diversas prisões: 2ª Companhia de Guarda, Forte de Cinco Pontas e Casa de Detenção do Recife. Antes de ser preso, Zoé era professor de Geografia, exercendo a profissão em escolas particulares de Recife. Depois de libertado, ficou alguns meses na capital pernambucana, mas, diante do cerco e das ameaças policiais decidiu ir morar no Rio de Janeiro. 
Mesmo morando na capital carioca, Zoé sofreu recorrentes perseguições. Pouco tempo após a mudança, foi demitido do emprego porque seu nome constava em uma lista de “comunistas” enviada pelos órgãos de segurança ao empregador de Zoé.
Sendo assim, o militante mudou-se novamente, dessa vez para São Paulo, onde parte da sua família vivia no Jaçanã, zona norte da capital. A partir dai, começou a trabalhar como corretor de investimentos no Banco Denasa de Investimento. Segundo seu irmão, Júlio Zoé de Brito, o militante afastou-se por um tempo da militância política para não preocupar sua mãe, Maria Celeste, que estava com câncer.

## Circunstâncias da Morte
Seu corpo, dilacerado, foi encontrado sobre os trilhos do trem da Estação Ipiranga, em São Paulo, em 28 de junho de 1973. As circunstâncias de sua morte continuam obscuras; a testemunha que comunicou ao seu irmão, Júlio Zoé de Brito, o falecimento de Zoé, não identificou-se. O irmão, então, ligou para o primo Egídio Alves de Medeiros, que vivia na capital paulistana, e este fez o reconhecimento do corpo. Medeiros o encontrou com um afundamento na cabeça, sinais de pancada e o braço fraturado. Amigos relataram que no dia anterior de sua morte, o ex-militante da ALN estava preocupado com a possibilidade de uma nova prisão. Segundo os relatos, ele havia sido avisado de sua prisão iminente e estaria preparando sua fuga para a Bolívia (e depois, provavelmente para Argentina), mas foi preso e executado pela repressão.
Oficialmente a morte de Zoé Lucas De Brito Filho foi tratada como um acidente. A versão foi ratificada pela família, que teve que realizar o velório com o caixão lacrado. Após a instauração da Comissão Nacional da Verdade depoimentos apuraram que os agentes da repressão pressionaram a família para que concordasse com a causa da morte sendo acidental.

### Luta na Justiça
A família busca provas para obter o reconhecimento da responsabilidade da União pelo assassinato de Zoé Lucas de Brito Filho. Para o pesquisador e secretário geral do Comitê Estadual pela Verdade, Memória e Justiça do Rio Grande do Norte, Roberto Monte, o que se busca é que seja retificado o atestado de óbito, que conste a execução pelas forças da repressão e que Zoé passe a constar da lista de mortos pelo regime militar, o que não ocorreu até hoje.

## Ligações Externas
1. CAPISTRANO, Luciano Fábio Dantas. O Golpe Militar no Rio Grande do Norte e os Norte-Rio-Grandenses morto e desaparecidos: 1969-1973. Natal, RN: Sebo Vermelho, 2010.
2. DIÁRIO OFICIAL do Poder Legislativo de São Paulo, São Paulo, v.123, n.228, p 06, 5 dez. 2013. Seção 1, pt1.
3. Secretaria de Segurança Pública do Estado de São Paulo. Delegacia Auxiliar Da 7ª Divisão Policial. Serviço de Identificação (Prontuário n° 10.305 – Zoé Lucas De Brito Filho)
4. Movimento Estudantil Em Caicó: Política Pela Liberdade (História do Rio Grande do Norte n@ Web)